# クサリヘビ属
クサリヘビ属（クサリヘビぞく、Vipera）は、有鱗目クサリヘビ科の属。クサリヘビ科（クサリヘビ亜科）の模式属。日本における特定動物。

## 分布
アフリカ大陸北部、ユーラシア大陸
本属の構成種ヨーロッパクサリヘビは最も北に分布するヘビで、分布の北限は北緯69度のため北極圏にも分布することになる。

## 形態
体形は太短い。背面には鎖状の斑紋が入るが、これは茂みの中等では保護色や体の輪郭をぼかす働きがあると考えられている。鱗には筋状の盛り上がり（キール）が入る。
ヘビとしては珍しく雌雄で体色が異なる種もいる。

## 生態
草原、岩場、砂漠、農耕地等の様々な環境に生息する。
食性は動物食で、爬虫類、鳥類、小型哺乳類、昆虫類等を食べる。
繁殖形態は卵胎生。

## 分類
和名は田原(2020)に従う。
- Vipera altaica アルタイクサリヘビ Altai viper
- Vipera ammodytes ハナダカクサリヘビ horned viper
- Vipera anatolica アナトリアクサリヘビ　Anatolian meadow viper
- Vipera aspis アスプクサリヘビ Asp viper
- Vipera berus ヨーロッパクサリヘビ Adder
- Vipera darevskii ダレフスキークサリヘビ Darevsky's viper
- Vipera dinniki スヴァネティクサリヘビ Dinnik's viper
- Vipera eriwanansis エレバンクサリヘビ Alburzi viper
- Vipera graeca ラクモスクサリヘビ Greek meadow viper
- Vipera kaznakovi キスジクサリヘビ Caucasian viper
- Vipera latastei ラタストクサリヘビ Lataste's viper
- Vipera lotievi コーカシアクサリヘビ Caucasian meadow viper
- Vipera monticola アトラスクサリヘビ Atlas dwarf viper
- Vipera nikolskii ニコルスキークサリヘビ Nikolsky's adder
- Vipera orlovi パパイクサリヘビ Orlov's viper
- Vipera renardi ステップクサリヘビ Steppe viper
- Vipera sakoi サコクサリヘビ Sako's viper
- Vipera seoanei イベリアクサリヘビ Baskian viper
- Vipera transcaucasiana ワグナークサリヘビ Transcaucasian sand viper
- Vipera ursinii ノハラクサリヘビ Meadow viper
- Vipera walser ビエモンテクサリヘビ Walser viper

## 人間との関係
属名Viperaは「クサリヘビ」の意で、英語のViperと同義。
毒蛇であることから人間に駆除されることもある。また本属の構成種のみならず他のヘビ（無毒種を含む）も誤認により駆除されることもある。
開発による生息地の破壊、交通事故、人間による駆除等により生息数は減少している。